# Sarah Thurmond
Sarah Thurmond, född Lewis okänt år i Epsom i Surrey, död 1762, var en brittisk skådespelare. Hon tillhörde stjärnorna under sin tid.

## Biografi
Sarah Thurmond var gift med dansaren John Thurmond. Hennes makes föräldrar, John och Winifred Thurmond, var aktiva på Smock Alley Theatre i Dublin, där det är troligt att även Sarah Thurmond själv debuterade. Paret Thurmond uppträdde från 1715 i England. Mellan 1715 och 1718 gjorde hon sig känd på Lincoln's Inn Fields, och från 1718 till 1732 och återigen mellan åren 1732 och 1737 var hon involverad i teatern på Drury Lane Theatre. Hon beskrivs som en skicklig aktör inom både tragedi och komedi och agerade även i opera.

### Roller
Bland hennes mest kända roller fanns Almeria i ‘Mourning Bride,’ Hypolita i ‘She would and she would not,’ Alcmena i ‘Amphitryon,’ Desdemona, Angelica i ‘Love for Love,’ Lady Macduff, Rutland i ‘Unhappy Favourite,’ Leonora i ‘Sir Courtly Nice,’ Queen i ‘Spanish Friar,’ Gertrude i ‘Hamlet,’ Narcissa i ‘Love's Last Shift,’ Portia i ‘Julius Cæsar,’ Ruth i ‘Committee,’ Imoinda i ‘Oroonoko,’ Epicœne i ‘Silent Woman,’ Bisarre i ‘Inconstant,’ Mrs. Conquest i ‘Lady's Last Stake,’ Sylvia i ‘Recruiting Officer,’ Arabella i ‘Fair Quaker,’ Lamira i ‘Little French Lawyer,’ Evandra i ‘Timon of Athens,’ Cassandra i ‘Cleomenes,’ Termagant i ‘Squire of Alsatia,’ Widow Taffata i ‘Ram Alley,’ och Lady Wronghead i ‘The Provoked Husband.’  